# Faiz Salleh
Faiz Salleh (* 17. Juli 1992 in Singapur), mit vollständigen Namen Faiz Bin Mohd Salleh, ist ein ehemaliger singapurischer Fußballspieler.

## Karriere
Faiz Salleh erlernte das Fußballspielen in der stand 2013 bei den Young Lions in Singapur unter Vertrag. Die Young Lions sind eine U23-Mannschaft, die 2002 gegründet wurde. In der Elf spielen U23-Nationalspieler und auch Perspektivspieler. Ihnen soll die Möglichkeit gegeben werden, Spielpraxis in der ersten Liga, der S. League, zu sammeln. Für die Young Lions absolvierte er 12 Erstligaspiele. Nach Vertragsende war er von Januar 2014 bis Anfang Juni 2014 vertrags- und vereinslos. Am 9. Juni 2014 wurde er vom Ligakonkurrenten Hougang United verpflichtet. Am 19. November 2022 stand er mit Hougang im Finale des Singapore Cup. Das Finale gegen die Tampines Rovers gewann man mit 3:2. Nach 93 Erstligaspielen für Hougang beendete er am 1. Januar 2023 seine Karriere als Fußballspieler.

## Erfolge
Hougang United
- Singapore Cupsieger: 2022